# Cornflake Girl
Cornflake Girl ist ein Lied der US-amerikanischen Singer-Songwriterin Tori Amos, das 1994 auf ihrem zweiten Studioalbum Under the Pink erschien.

## Entstehung und Veröffentlichung
Cornflake Girl wurde von Tori Amos im Alleingang geschrieben. Bei der Produktion des Liedes erhielt sie, wie bei den meisten ihrer bisherigen Lieder, Unterstützung von Eric Rosse, der als Koproduzent mitwirkte. Neben Amos, die Gesang und Klavier beisteuerte, sind in dem Lied die Musiker Steve Clayton (Gitarre, Mandoline), George Porter Jr. (Bass), sowie Carlo Nuccio (Schlagzeug) und Paulinho da Costa (Percussion) zu hören. Die R&B-Sängerin Merry Clayton singt dabei den Hintergrundgesang.
Cornflake Girl wurde am 10. Januar 1994 in Europa als erste Single aus Tori Amos’ zweiten Studioalbum Under the Pink veröffentlicht. In den Vereinigten Staaten war es hingegen nach God die zweite Single des Albums. In Großbritannien wurden zwei separate CD-Single-Versionen veröffentlicht. Die erste, die am 10. Januar 1994 in Großbritannien und auch auf dem europäischen Kontinent, Australien und Asien erschien, enthält die drei Non-Album-Tracks Sister Janet, All the Girls Hate Her und Over It (Katalognummer: 7567-85693-2); die letzten beiden sind Teil einer Klaviersuite. Die zweite, die eine Woche später exklusiv in Großbritannien veröffentlicht wurde, ist eine limitierte Picture-CD in einem Digipak und enthält Coverversionen der Lieder A Case of You (Joni Mitchell), If Six Was Nine (Jimi Hendrix) und Strange Fruit (Billie Holiday).

## Inhalt
Laut Tori Amos wurde sie zum Text von Cornflake Girl durch ein Gespräch mit einer langjährigen Freundin über weibliche Genitalverstümmelung in Afrika inspiriert, insbesondere über die Verletzung des kindlichen Vertrauens, weil ausgerechnet nahe weibliche Verwandte den Eingriff vornehmen. Amos gab zudem an, dass man in ihrer Kindheit Mädchen, die einem trotz enger Freundschaft wehtaten, „cornflake girls“ nannte.

## Musikvideos
Zu Cornflake Girl wurden zwei verschiedene Musikvideos gedreht, da Tori Amos von dem Konzept, „zwei verschiedene visuelle Ausdrücke“ des Liedes darzustellen, überzeugt war.  Die US-amerikanische Version des Videos wurde von Amos selbst gedreht, wobei sie jedoch Unterstützung von Nancy Bennett erhielt. In dieser Version fährt Amos einen Truck voller Frauen durch eine typische amerikanische Wüstenlandschaft.
Die Version für den europäischen Markt entstand unter der Regie von Andrew Delaney und Monty Whitebloom (Big TV!) und war durch den Filmklassiker Der Zauberer von Oz (1939) inspiriert, mit dem Unterschied, dass die Titelfigur Dorothy (gespielt von Amos) am Ende in die Hölle kommt.

## Chartplatzierungen
Cornflake Girl avancierte zum Top-10-Erfolg in Island (Rang 2), dem Vereinigten Königreich (Rang 4) und Irland (Rang 9).
| ChartsChartplatzierungen     | Höchstplatzierung | Wochen |
| ---------------------------- | ----------------- | ------ |
| Deutschland (GfK)            | 73 (9 Wo.)        | 9      |
| Vereinigtes Königreich (OCC) | 4 (7 Wo.)         | 7      |

## Coverversionen
- 1996: Jawbox (Album: Jawbox)
- 2010: Nathalie (Album: In punta di piedi)
- 2018: Florence + the Machine
- 2018: Jeff Russo & Noah Hawley (Album: It’s Always Blue: Songs from Legion)